# Trichomesia newmani
Trichomesia newmani là một loài bọ cánh cứng trong họ Cerambycidae.